# Galbe (rivière)
Le Galba ou Galbe est une  rivière du sud de la France qui coule dans le département des Pyrénées-Orientales en région Occitanie, c'est un affluent rive gauche de l'Aude.

## Géographie

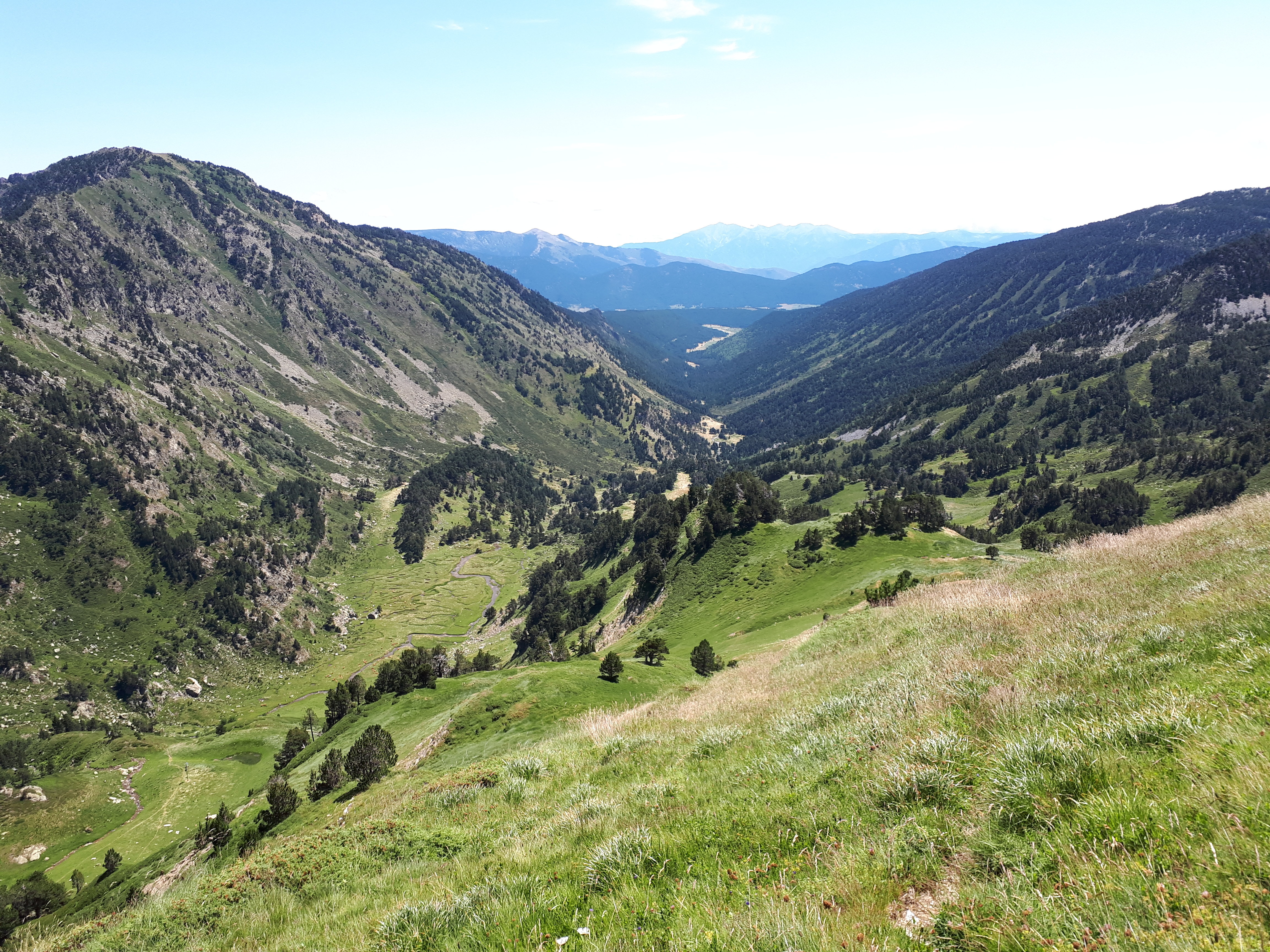
La vallée du Galbe (ou Galba), vue vers l'est.

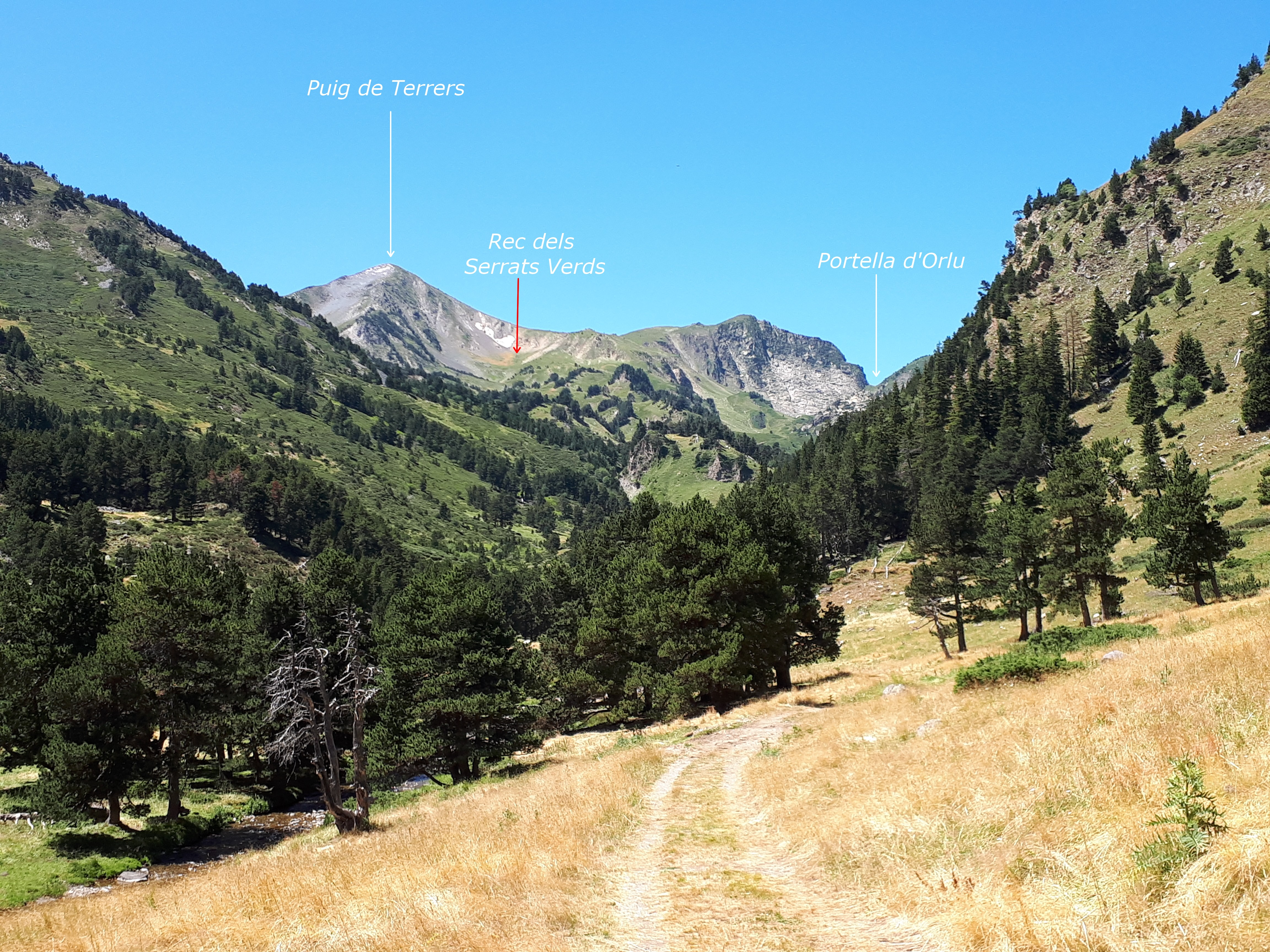
Vue, en direction de l'ouest, de la tête de la vallée du Galbe (ou Galba).

Le Galbe est une rivière qui prend sa source sur la commune de Fontrabiouse sous le nom de Correc dels Serrats Verds et se jette dans l'Aude en rive gauche dans le lac de Puyvalador sur la commune de Puyvalador dans le département des Pyrénées-Orientales.
La longueur de son cours d'eau est de 17,3 km.
La vallée suit le tracé de la faille de Merens, longue et importante faille est-ouest des Pyrénées orientales.
La vallée a été glaciée sur toute sa longueur pendant plus d'une période froide au cours du Quaternaire.
La crête à la tête de la vallée, qui va de Puig Terrers à Portella d'Orlu et Pic de Baxouillade, se trouve sur la ligne continentale de partage des eaux entre les cours d'eau qui coulent vers la Méditerranée (comme le Galbe) et les cours d'eau qui coulent vers l'Atlantique (comme des affluents de l'Oriège, de l'autre côté de la crête).

### Communes traversées
Le Galbe traverse quatre communes toutes dans le département des Pyrénées-Orientales : Formiguères, Fontrabiouse, Réal et Puyvalador.

## Affluents
El Galba a trois tronçons affluents contributeurs référencés :
- le Rec de la Peira Escrita : 4,3 km
- le Rec dels Clots de Bidet   : 2,3 km
- le Rec del Cirerol : 6,9 km

## Toponymie
Les noms anciens de la plupart des cours d'eau des Pyrénées-Orientales ont été perdus. Ils ont été renommés d'après un autre lieu, souvent sous la forme riu de... (rivière de...). Ici, Galba était un hameau situé entre Espousouille et Puyvalador. La vallée, puis le cours d'eau ont pris le nom de ce hameau disparu. Le vilar de Galba est mentionné dès le XIe siècle.

## Écologie et protection
La vallée du Galbe est occasionnellement visitée par des ours bruns, sans toutefois qu'aucun s'y soit installé durablement.